# Řád Zajda
Řád Zajda (arabsky: وسام زايد) je nejvyšší civilní státní vyznamenání Spojených arabských emirátů. Pojmenován je po arabském politikovi emíru Zajdu bin Sultánu Ál Nahjánu.

## Historie a pravidla udílení
Řád byl založen dne 15. srpna 1987. Pojmenován je po emíru Abú Zabí Zajdu bin Sultánu Ál Nahjánu. Udílen je výhradně cizím hlavám států a to v jediné třídě řetězu.

## Insignie
Řádový odznak má tvar zlaté hvězdy s kulatým bíle smaltovaným medailonem uprostřed.  Medailon je ohraničen zlatým kruhem zdobeným diamanty a rubíny. Odznak je zavěšen na zlatém řetězu.
Stuha je tvořena čtyřmi stejně širokými pruhy v barvách černé, bílé, červené a zelné a po obou okrajích je lemována žlutě.